# Zingiber chengii
Zingiber chengii — вид квіткових рослин із родини імбирних (Zingiberaceae).

## Біоморфологічна характеристика
Багаторічна кореневищна трава 40–70 см заввишки. Кореневище м'ясисте, ущільнене, густо розгалужене, 0.8–1.4 см діаметрі, поверхня коричнева, центр світло-жовтий; кореневі бульби гофровані, віддалені від кореневищ, ≈ 3,8 × 1.2 см, поверхня коричнево-зелена. Листяні пагони прямостоячі, по 1–16 на рослину, кожен пагін складається з 11–15 добре розвинених листків у період цвітіння. Листки опадні, прості; язичок ≈ 2 мм завдовжки, блідо-зелений; ніжка листка 2.0−3.0 мм завдовжки; листова пластинка від лінійно-ланцетної до ланцетної, 9−15 × 1.5−2.5 см, верх зелений, голий, низ блідо-зелений, запушений уздовж середньої жилки, основа клиноподібно тупа, верхівка загострена, край цільний. Колосів 1–2 на рослину, виникає з кореневища, квітконіжки висхідні, голі. Колос вузькодовгастий, ≈ 10.5–12.5 × 2.0–3.0 см, кожен з 1–3 квітками; плодючі приквітки жовтувато-зелені, одноквіткові, зазвичай з червоним відтінком. Квітки ≈ 7.0–9.0 см завдовжки, виступають значно за приквітками; чашечка трубчаста, ≈ 7 мм завдовжки, напівпрозора. Трубка віночка тонка, ≈ 3.5 см завдовжки, кремово-біла, зовні та всередині гола; частки віночка пурпурні. Тичинка одна; пиляк кремово-білий; пилок світло-жовтий. Коробочка яйцеподібна, ≈ 1,5 × 1.3 см, перикарп жовтувато-кремовий чи оранжево-червоний всередині. Насіння еліпсоїдне, ≈ 4,0 × 2.0 мм, огорнуте в білий аріл. Аріл білий, на верхівці глибоко зубчастий, обволікає 1/3 довжини насіння.
Цвіте з травня по липень, плодоносить з липня по вересень. Період росту і розмноження з березня по вересень, в'янення з вересня по листопад і період спокою з грудня по лютий.

## Ареал
Ендемічний вид Тайваню. Виходячи з географічних кліматичних регіонів і рослинних зон, Z. chengii поширений лише у північно-західній внутрішній області, вологих ділянках хмарних лісів лісової зони Махілус-Кастанопсіс на висоті 530 м і зустрічається лише на скельному обриві берега р. Юлуо на півночі Тайваню. Іноді поблизу зустрічається Z. kawagoii; однак потенційних гібридних особин не спостерігалося.

## Етимологія
Епітет виду «chengii» вшановує пана Юен-Чун Ченга (鄭元春), який вперше відкрив новий вид.